# Guerra do Cáucaso

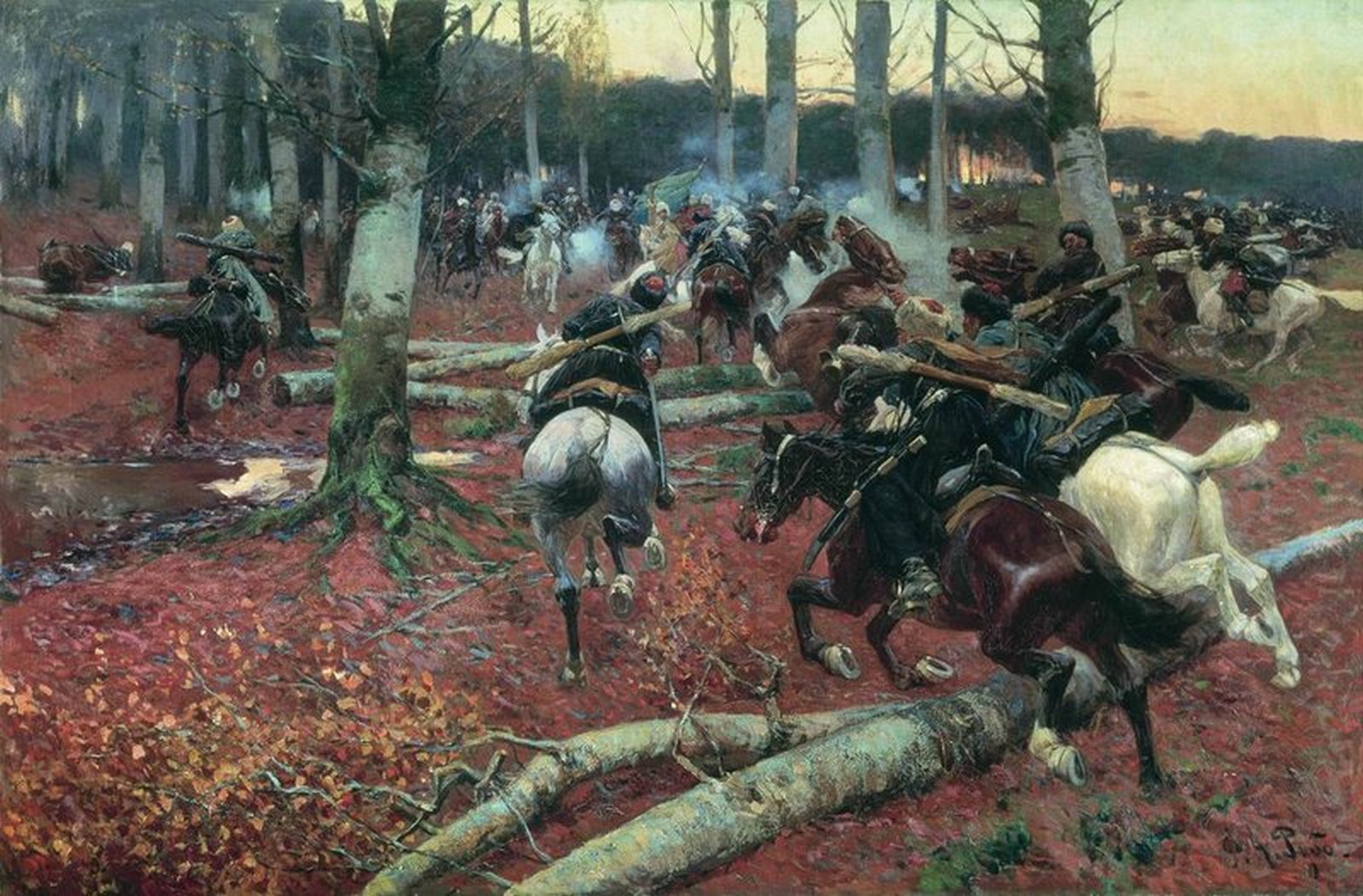
Cena de A guerra do Cáucaso, por Franz Roubaud

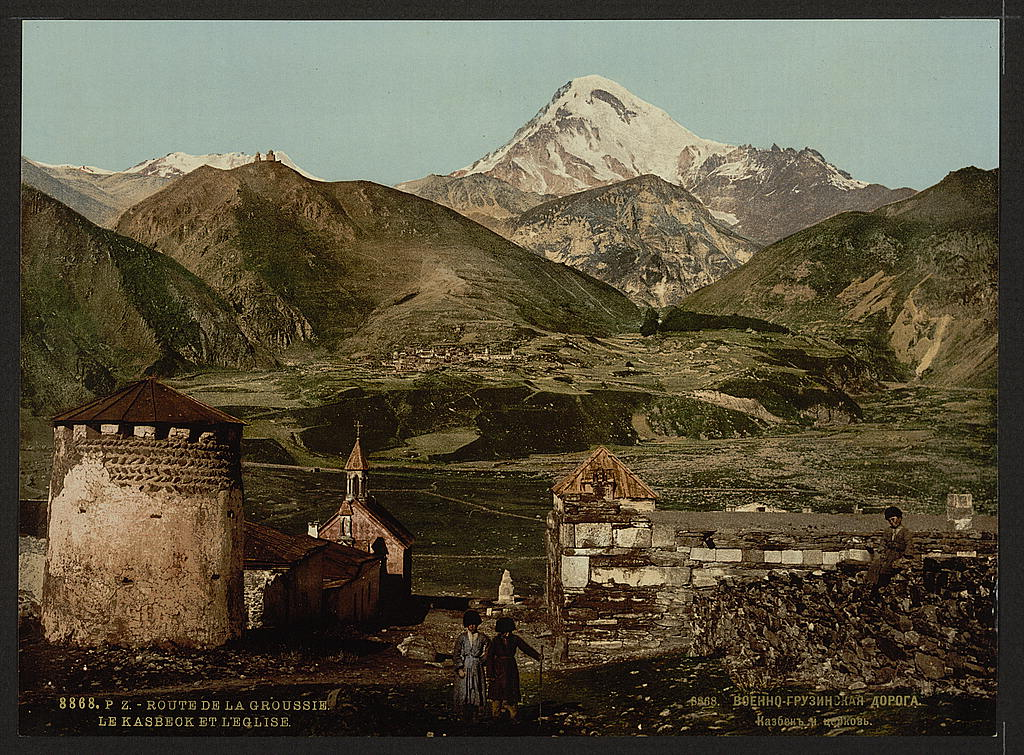
Construção da Rodovia militar da Geórgia que foi um fator chave na eventual vitória russa

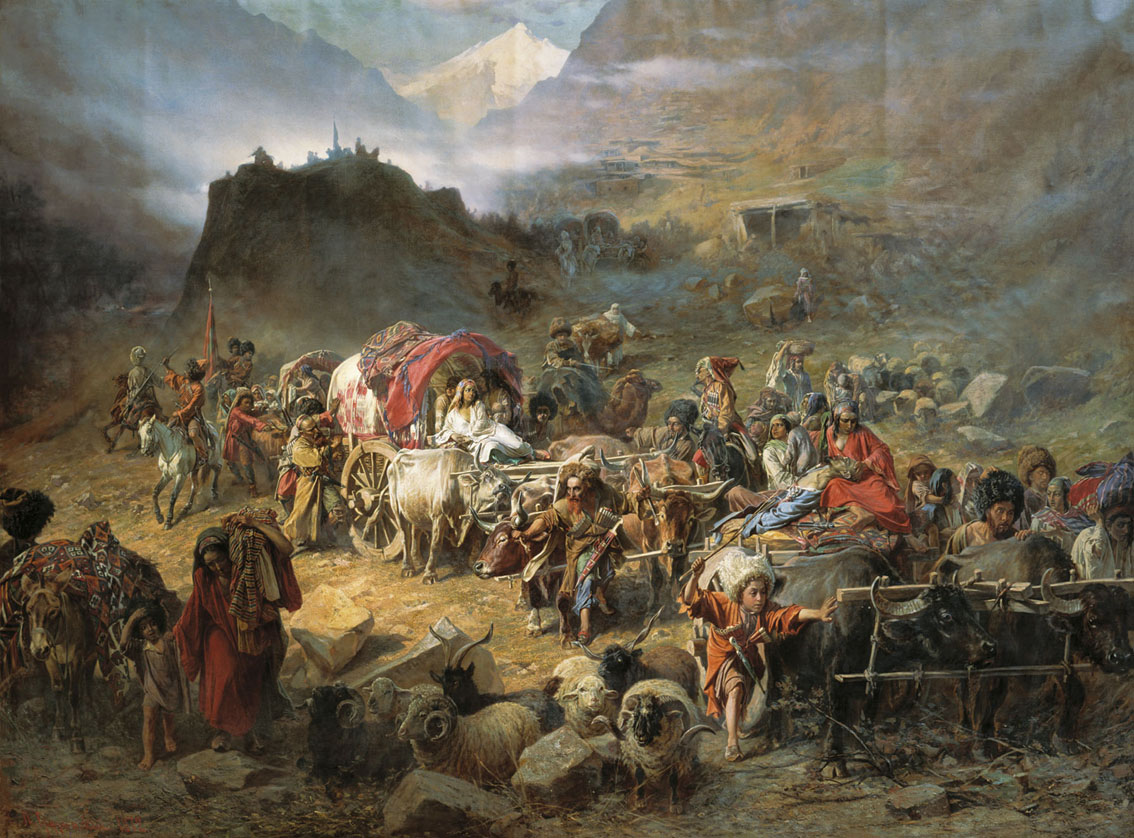
Montanheiros saindo dos aul, por Pyotr Gruzinsky

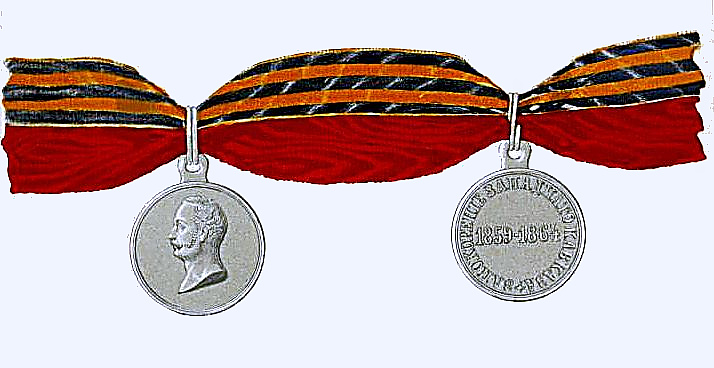
Medalha russa pela conquista do caucaso ocidental 1859-1864

A Guerra do Cáucaso de 1817-1864, foi uma invasão comandada pelo império russo ao Cáucaso que terminou com a anexação de áreas do norte do Cáucaso para a Rússia. Esta invasão foi constituída por uma serie de ações militares comandadas pela Rússia contra os territórios e grupos tribais do Cáucaso, para expandir a Rússia em direção ao sul.
Outros territórios do Cáucaso (Geórgia, Armênia e Azerbaijão) foram incorporados ao império russo várias vezes ao longo do século XIX como resultado das guerras russas contra o Império Otomano e a Pérsia.

## História
Três czares russos deflagraram a guerra: Alexandre I, Nicolau I e Alexandre II.Os comandantes russos foram Aleksey Petrovich Yermolov em 1816–1827, Mikhail Semyonovich Vorontsov em 1844–1853 e Alexandr Baryatinsky em 1853–1856.
A invasão Russa foi recebida com forte resistência. O primeiro período que de modo coincidente termina com a morte de Alexandre I e a Revolta Dezembrista em 1825. Foi comparado um sucesso surpreendentemente pequeno, especialmente quando comparado com a então recente vitória russa sobre o “Grande Exercito” de Napoleão.
Durante 1825-1833 houve pouca atividade, uma vez que a Rússia estava envolvida em guerras com a Turquia e com a Pérsia. Depois de um sucesso considerável nessas duas guerras Rússia retomou a luta no Cáucaso. Encontraram novamente uma dura resistência, notavelmente liderada por Ghazi Mollah, Gamzat-bek e Hadji Murad.
Imam Shamil os seguiu, ele liderou os montanheiros de 1834 até ser capturado pelo comandante russo Dmitry Milyutin em 1859. Em 1845 as forças de Imam Shamil conquistaram sua mais dramática vitória quando resistiram a grande ofensiva russa liderada pelo príncipe Vorontsov.
Durante a Guerra da Crimeia os russos negociaram uma trégua com os exércitos de Shamil, mas as hostilidades recomeçaram em 1855. A Guerra do Cáucaso finalmente chegou ao fim entre 1856-1859, quando um forte exército comandado pelo General russo Baryatinsky quebrou a resistência dos homens liderados por Imam Shamil.
A Guerra do Cáucaso terminou com a Rússia conquistando o norte do Cáucaso e Shamil jurando fidelidade ao czar e indo viver na Rússia. O fim da guerra foi declarado em 2 de junho de 1864, por um manifesto do czar.
1. ↑  «Revista Brasileira de História Militar» (PDF). Revista Brasileira de História Militar (28): 50. Novembro de 2020. ISSN 2176-6452. Consultado em 15 de Fevereiro de 2024